# Uschi-Kliffs
Die Uschi-Kliffs (bulgarisch скат Уши skat Uschi) sind markante, in nordwest-südöstlicher Ausrichtung 2,7 km lange, 0,6 km breite und bis zu 1500 m hoch aufragende Felsenkliffs an der Oskar-II.-Küste des antarktischen Grahamlands. Sie ragen 18,6 km südsüdwestlich des Madrid Dome, 8,15 km nordwestlich des Peychinov Crag und 20 km ostsüdöstlich des Mount Rouge aus den südlichen Ausläufern des Roundel Dome auf. Der Flask-Gletscher liegt südlich von ihnen.
Britische Wissenschaftler kartierten sie 1976. Die bulgarische Kommission für Antarktische Geographische Namen benannte sie 2013 nach der Ortschaft Uschi im Westen Bulgariens.